# Zamboanga
Zamboanga é uma cidade de primeira classe de renda da cidade na província Península de Zamboanga, nas Filipinas. De acordo com o censo de 1 maio  de  2020 possui uma população de 977 234 pessoas e 227 352 domicílios.
Esta cidade foi fundada no ano 1635 como fortaleza militar de defesa.

## Economia
A economia da cidade depende do papel e produtos agrários. Também é importante a indústria das conservas de peixe.

## Situação

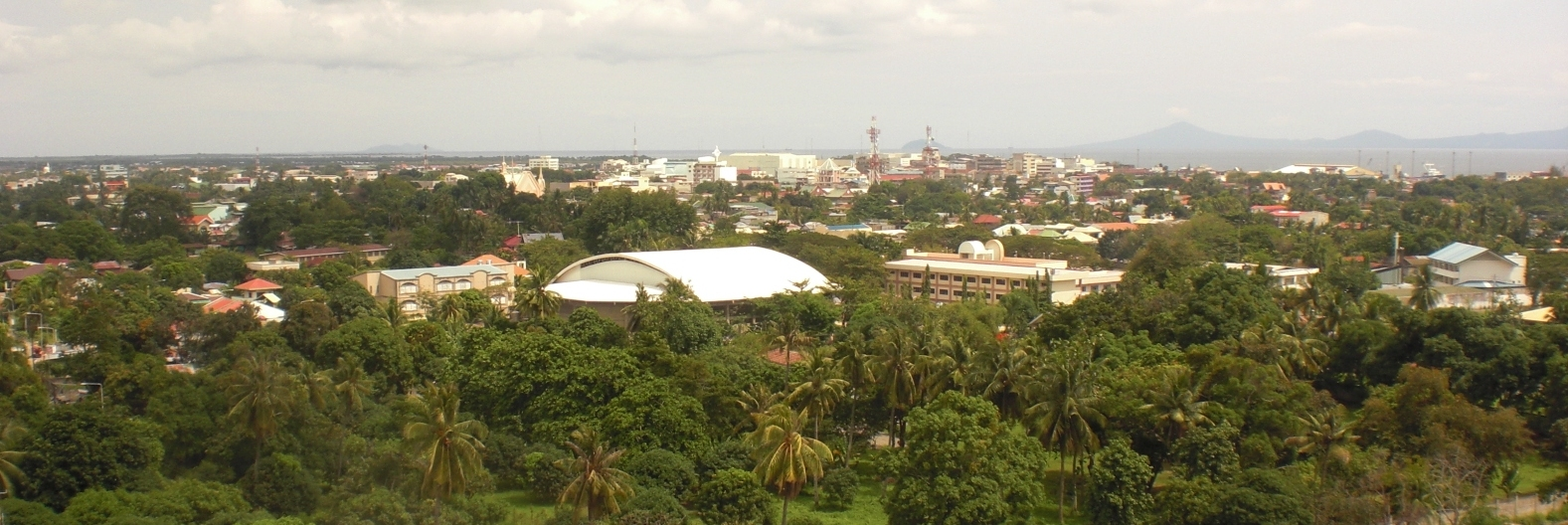

Encontra-se situada na ilha de Mindanao, na mesma ponta da península do mesmo nome. Limita a sul com o estreito de Basilan, a leste com o golfo de Moro e a oeste com o mar de Sulu.